# Hải âu hoàng gia phương Nam
Diomedea epomophora là một loài chim trong họ Diomedeidae. Với sải cánh trung bình dài 3 m (9,8 ft), nó là hải âu mày đen lớn thứ nhì, sau Diomedea exulans.
Nó có chiều dài 112 đến 123 cm (44–48 in) and a mean weight of 8,5 kg (19 lb). Chim trống nặng hơn 2 đến 3 kg (4,4 đến 6,6 lb) so với chim mái. Sải cánh trung bình 2,9-3,28 m, với giới hạn trên khoảng 3,51 m. Diomedea exulans có thể vượt mức này về kích cỡ tối đa và trung bình hơi lớn hơn nhưng hai loài có kích thước gần bằng nhau đủ để khiến chúng khó phân biệt với nhau.

## Hình ảnh

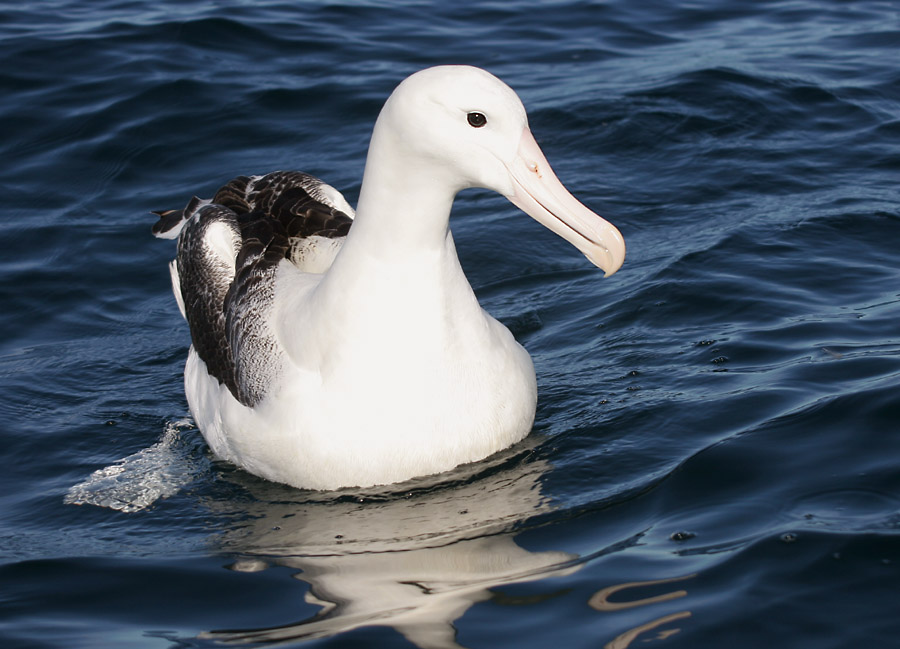
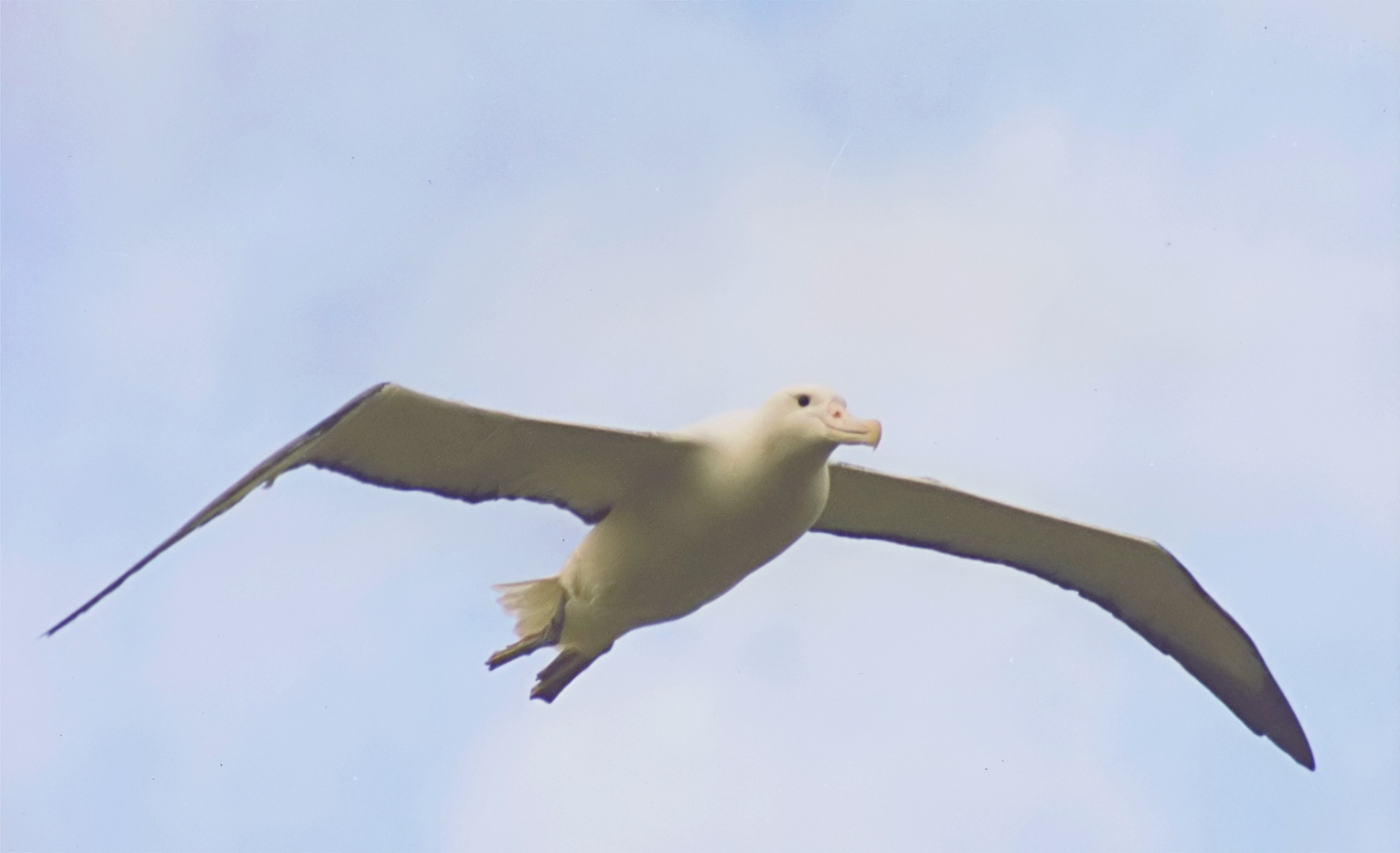
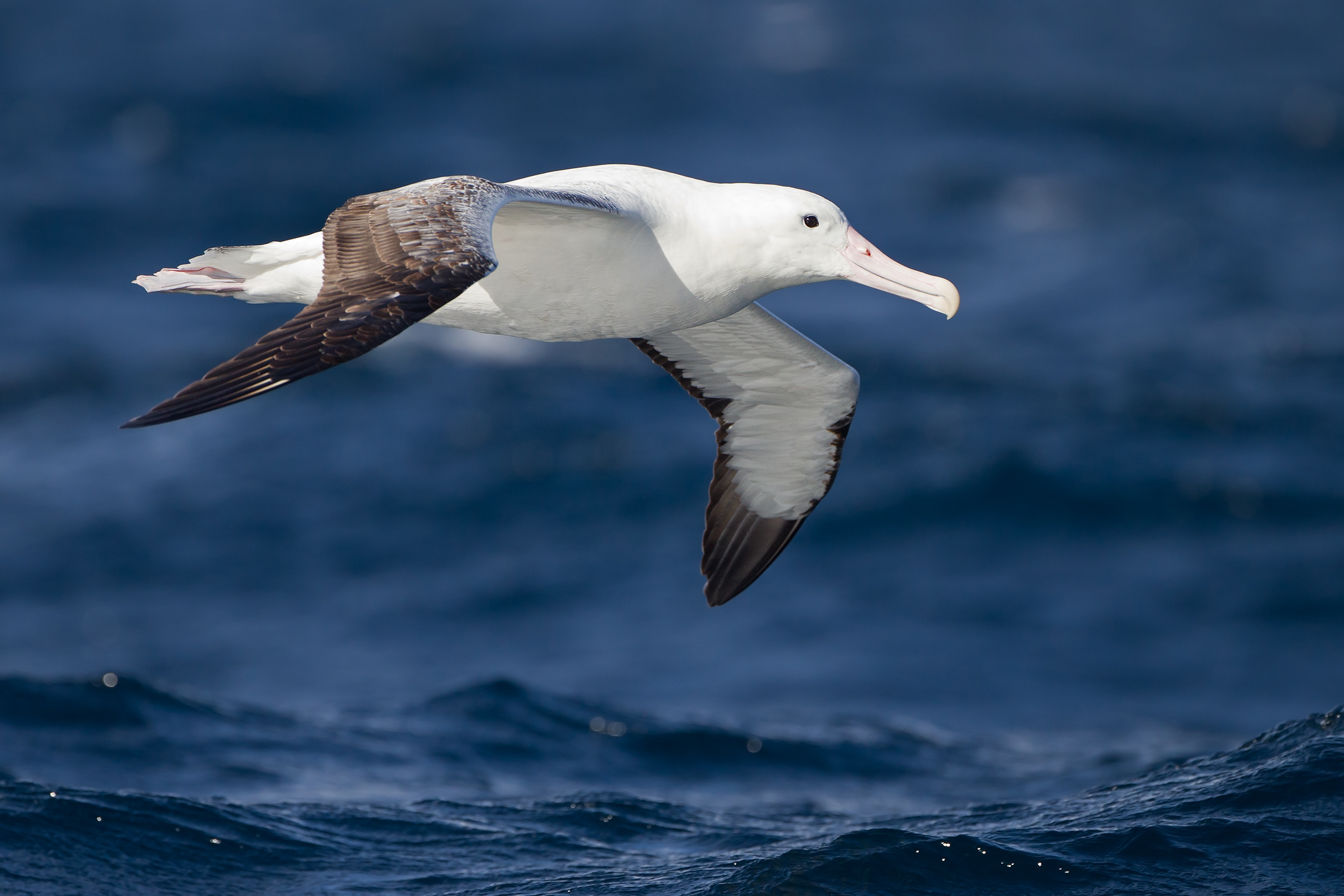
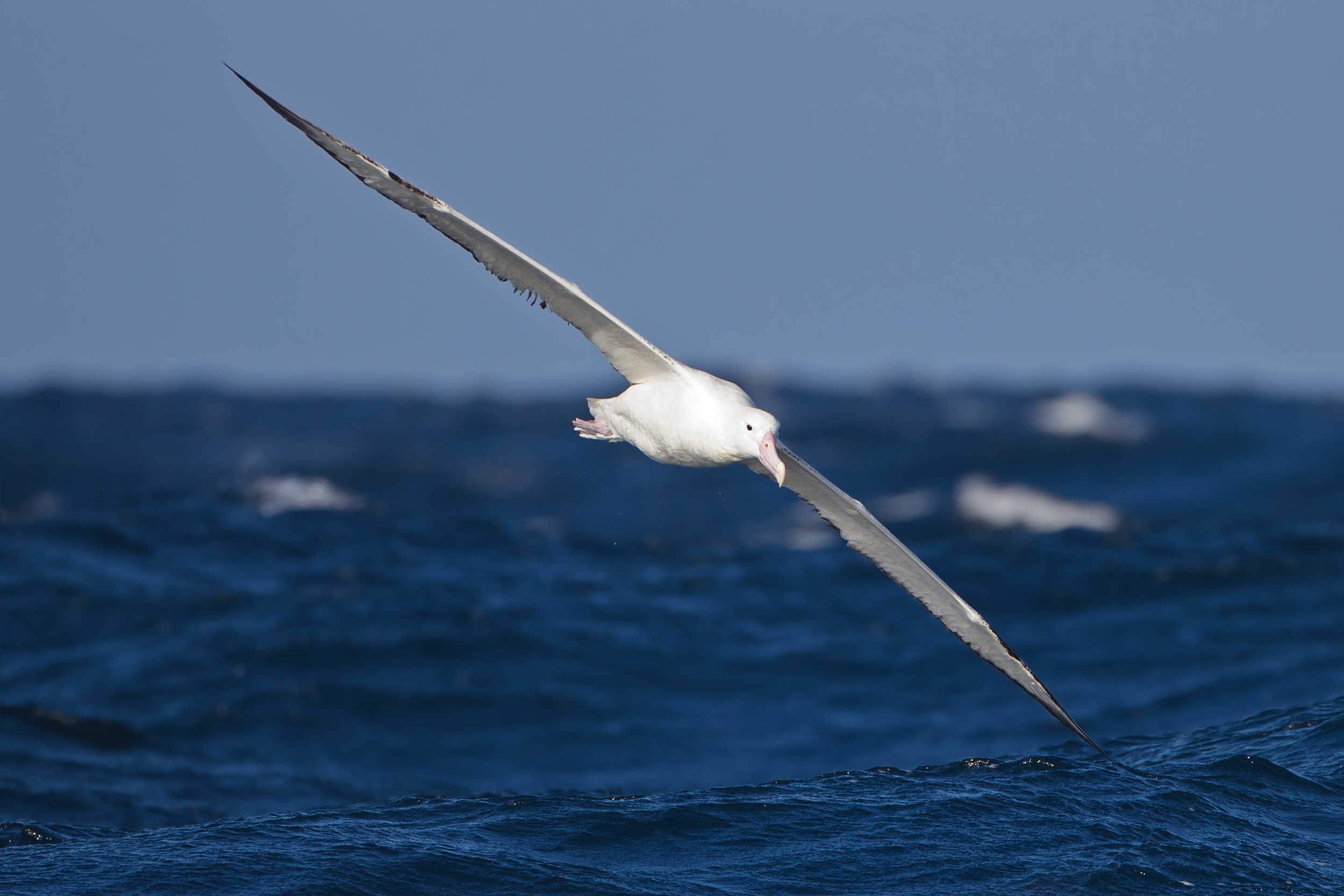
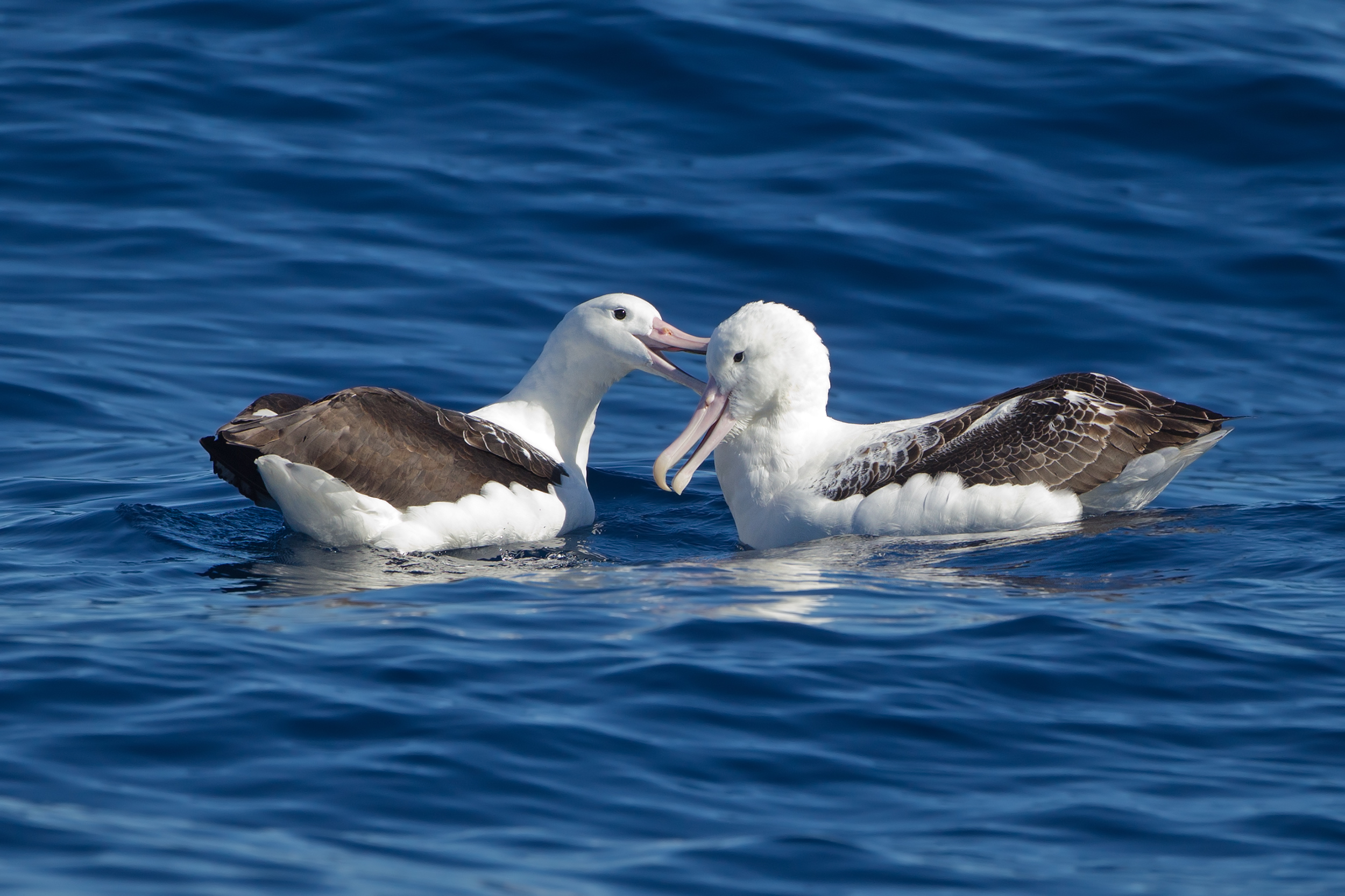